# Горки (місто Митищі)
Го́рки (рос. Горки) — присілок у складі Митищинського міського округу Московської області, Росія.

## Населення
Населення — 33 особи (2010; 50 у 2002).
Національний склад (станом на 2002 рік):
- росіяни — 96 %